# Air Gabon International
Air Gabon International a été une compagnie aérienne Gabonaise mais uniquement sous forme de statut juridique.

## Historique
Air Gabon International fut créé en 2006 à la suite de la cessation de paiement de l'ex compagnie nationale gabonaise Air Gabon.
Le capital de la compagnie, de droit gabonais, fut détenu à hauteur de 51 % par le Groupe Royal Air Maroc et à 49 % par l’État gabonais. La signature du pacte d'actionnaires a eu lieu à Libreville au siège de la primature de la République du Gabon le vendredi 24 février 2006. Ce pacte a été signé par le Ministre du Transport de l'État du Gabon et Monsieur Driss Benhima, Président Directeur Général de Royal Air Maroc. Air Gabon International s'inspirait largement du modèle de gestion d'Air Sénégal International, la compagnie sénégalaise, qui a elle aussi été rachetée par le Groupe Royal Air Maroc.
Air Gabon International aurait dû commencer son activité à la fin du premier semestre 2006 avec une flotte de 2 appareils. La compagnie aurait eu pour mission le transport des passagers et du fret à partir de Libreville et vers les principaux marchés suivants : France, Maroc, Afrique du Sud, Malawi, Congo-Brazzaville, Angola, etc.
Mais à la suite des divergences entre les parties gabonaises et marocaines, et aussi aux intérêts personnels des cadres dirigeants gabonais (la famille d'Omar Bongo Odimba…)[réf. nécessaire] ce projet n'a pas été concrétisé, et une compagnie gabonaise de droit privé gabonais a été lancée. Elle se nomme Gabon Airlines.

## Flotte
- 1 Boeing 737-200
- 1 Boeing 757-200